# Батор Самбуєв
Батор Самбуєв (рос. Батор Самбуев; 25 листопада 1980, Улан-Уде) — російський шахіст, представник Канади від 2010 року, гросмейстер від 2006 року.

## Шахова кар'єра
1995 року стартував у фіналі чемпіонату Росії серед юнаків до 16 років. У 2001 році поділив 3-тє місце (після Руфата Багірова i Олексія Гаврилова, разом з Валерієм Чеховим) на меморіалі Ф. Пріпіса у Москві, 2002 року переміг на меморіалі Михайла Ботвинника, крім того здобув перемогу 2003 року — на турнірі за швейцарською системою Open Victoria, який проходив також у Москві. 2003 року виступив також у фіналі чемпіонат Росії в особистому заліку в Красноярську. У 2004 році поділив 1-ше місце (разом з в тому числі Євгеном Шапошниковим, Станіславом Войцеховським, Валерієм Поповим i Олександром Рязанцевим) на опені у Воронежі. Гросмейстерські норми виконав у 2004 році в Москві (посів 1-ше місце) i Тулі (поділив 1-ше місце разом з Максимом Новіковим i Андрієм Ричаговим) а також 2006 року в Тулі. У 2007 році поділив 2-ге місце (після Бу Сянчжі, разом з в тому числі Найджелом Шортом i Камілом Мітонем) на сильному посіяному турнірі Canadian Open в Оттаві. У 2009 році переміг у Торонто (разом з Джошуа Фрідлем, попереду в тому числі Хікару Накамури), крім того 2010 року — здобув перемогу в Монреалі (разом з Антоном Коробовим i Мерабом Гагунашвілі).
Найвищий рейтинг Ело в кар'єрі мав станом на 1 жовтня 2004 року, досягнувши 2562 пунктів, посідав тоді 50-е місце серед російських шахістів.

## Зміни рейтингу
| На цьому місці має відображатися графік чи діаграма, однак з технічних причин його відображення наразі вимкнено. Будь ласка, не видаляйте код, який викликає це повідомлення. Розробники вже працюють для того, щоби відновити штатне функціонування цього графіка або діаграми. | |
| | На цьому місці має відображатися графік чи діаграма, однак з технічних причин його відображення наразі вимкнено. Будь ласка, не видаляйте код, який викликає це повідомлення. Розробники вже працюють для того, щоби відновити штатне функціонування цього графіка або діаграми. |